# Vickers Type 163
Il Vickers Type 163 era un biplano quadrimotore realizzato dall'azienda britannica Vickers Limited nei primi anni trenta.
Progettato per l'utilizzo come bombardiere e per il trasporto di truppe non ebbe il successo sperato e rimase allo stadio di prototipo.

## Storia del progetto
Il Type 163 venne realizzato dalla Vickers in risposta alla specifica B.19/27 emessa dall'Air Ministry con la quale si richiedeva un nuovo bombardiere per rimpiazzare i Vickers Virginia e gli Handley Page Hinaidi all'epoca in servizio. Il disegno derivava dal precedente Type 150 Vanox.
Il prototipo venne portato in volo per la prima volta il 12 gennaio del 1931; nel giugno dello stesso anno il velivolo partecipò alla dodicesima edizione del "Royal Air Force Display" (appuntamento annuale che si teneva presso la base di Hendon, a nord di Londra) senza tuttavia ottenere ordini di produzione (il progetto risultato vincente rispetto alla specifica B.19/27, le cui valutazioni si protrassero per lungo tempo, fu quello dell'Handley Page Heyford).
La Vickers adattò il progetto del Type 163 anche alle richieste previste dalla successiva specifica C.16/28 che prevedeva la realizzazione di un velivolo in grado di fungere oltre che come bombardiere anche da trasporto truppe. Anche in questo caso, però, il Type 163 non ottenne ordini di produzione.
Medesimo esito infelice risultano aver avuto tentativi di adattare il velivolo al mercato civile per l'impiego da parte dell'Imperial Airways in Medio Oriente ed il prototipo rimase anche l'unico esemplare costruito.

## Tecnica

### Struttura
Il Type 163 era un biplano di costruzione interamente metallica, realizzato facendo ampio ricorso ad elementi in duralluminio. La fusoliera presentava sezione rettangolare ed ospitava la cabina di pilotaggio chiusa, nella quale trovavano alloggio il pilota ed un altro membro dell'equipaggio. Nel suo complesso l'equipaggio era costituito da cinque membri per la versione bombardiere e quattro per quella da trasporto.
L'ala superiore presentava allungamento leggermente più pronunciato di quella inferiore che si caratterizzava anche per l'angolo diedro positivo della parte esterna. Le due ali erano tra loro collegate da una coppia di montanti, mentre una struttura ad "Y" collegava l'ala inferiore ai motori e questi all'ala superiore; erano inoltre presenti cavetti metallici in funzione di tiranti a collegare i due piani alari.
Anche gli impennaggi avevano struttura biplana, con l'elemento inferiore collegato alla parte inferiore del tronco di coda della fusoliera, mentre la parte superiore era controventata con l'impiego di montanti collegati alla parte superiore della fusoliera stessa.
Il carrello d'atterraggio era fisso, di tipo triciclo posteriore: gli elementi anteriori erano composti da una singola ruota (dotata di freno) ed il ruotino di coda era sterzante. Nel corso del processo di sviluppo e sperimentazione del velivolo vennero aggiunte vistose carenature alle ruote anteriori.

### Motore
I quattro motori erano alloggiati a coppie in configurazione traente-spingente in gondole sistemate tra i due piani alari ai quali erano collegati, come detto, tramite un'incastellatura metallica ad "Y". Si trattava di quattro V-12 Rolls-Royce Kestrel raffreddati a liquido capaci, ognuno, di sviluppare la potenza di 480 hp (pari a 358 kW).

### Armamento
L'armamento difensivo previsto era costituito da due mitragliatrici Lewis, calibro .30 in, mentre il carico di caduta offensivo standard era previsto in dodici bombe da 250 lb ciascuna, per un totale di 3 000 lb (pari a circa 1 360 kg).